# Palazzo Orlandi (Pescia)
Palazzo Orlandi è un edificio storico di Pescia, sito in Via Cairoli e in Via dei Forni.

## Storia e descrizione
Fu costruito intorno al XII-XIII secolo dalla famiglia Orlandi di Pescia. Nell'ottobre del 1211, per circa tre giorni, ospitò San Francesco d'Assisi. Nel 1235, all'interno del palazzo, il pittore lucchese Bonaventura Berlinghieri dipinse San Francesco e storie della sua vita, il più antico ritratto raffigurante il santo. L'immobile venne radicalmente ristrutturato nel 1910.
L'edificio presenta sulla facciata (in Via Cairoli), e sul retro (in Via dei Forni) due targhe commemorative.